# Herb gminy Łęczyca
Herb gminy Łęczyca – jeden z symboli gminy Łęczyca, autorstwa Marka Adamczewskiego, ustanowiony 27 kwietnia 2004.

## Wygląd i symbolika
Herb przedstawia na tarczy  w polu srebrnym dwa ptaki czarne o nogach i dziobach złotych, zwrócone do siebie, nad trójwzgórzem zielonym. Herb gminy jest uszczerbionym o elementy architektury i trębacza herbem miasta Łęczyca.